# ららテラス川口
ららテラス川口は、三井不動産商業マネジメントが運営する川口市のショッピングセンターである。2025年5月31日開業。

## 概要
旧「そごう川口店」（2021年2月閉店）の後継。「在るもので、新しく」をコンセプトに、同店の面影を残しつつ店舗内外が改装された。東側壁面には埼玉県内最大サイズのLEDビジョンが設置されている。
これに伴い、2008年4月15日にからくり演出が終了したそごうの「世界の人形時計」が復活、人形は川口市のキャラクターのきゅぽらんと招き猫・獅子舞を中心としたものに一新され、音楽もリニューアルされた。2025年5月31日の開業に先駆けて29日12時より、17年ぶりとなる演出を再開した。

## フロア構成
開業時は埼玉県に初出店の8店舗を含む、全94店舗で構成。「川口の鋳物」を使った階数表示や「安行の植木」をモチーフとするなど、"川口のレガシーを継承した、新たな街のランドマーク"をコンセプトにしている。
屋上は、そごう川口店時代の面影を残すビアガーデン「WILDBEACH」が出店、地下1階にはそごう・西武の小型店「西武・そごうショップ」が出店する。

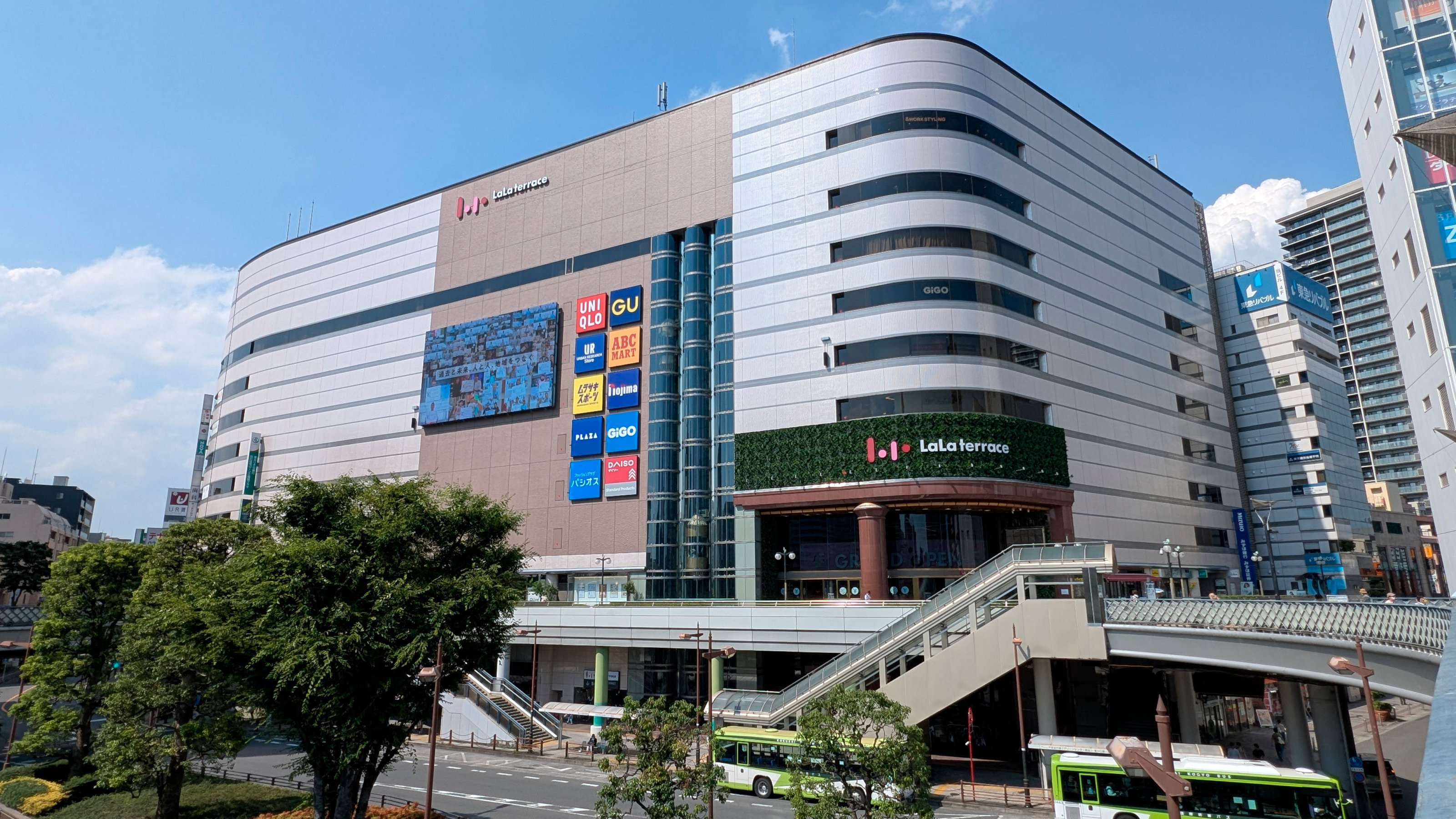
東側壁面の大型LEDビジョン
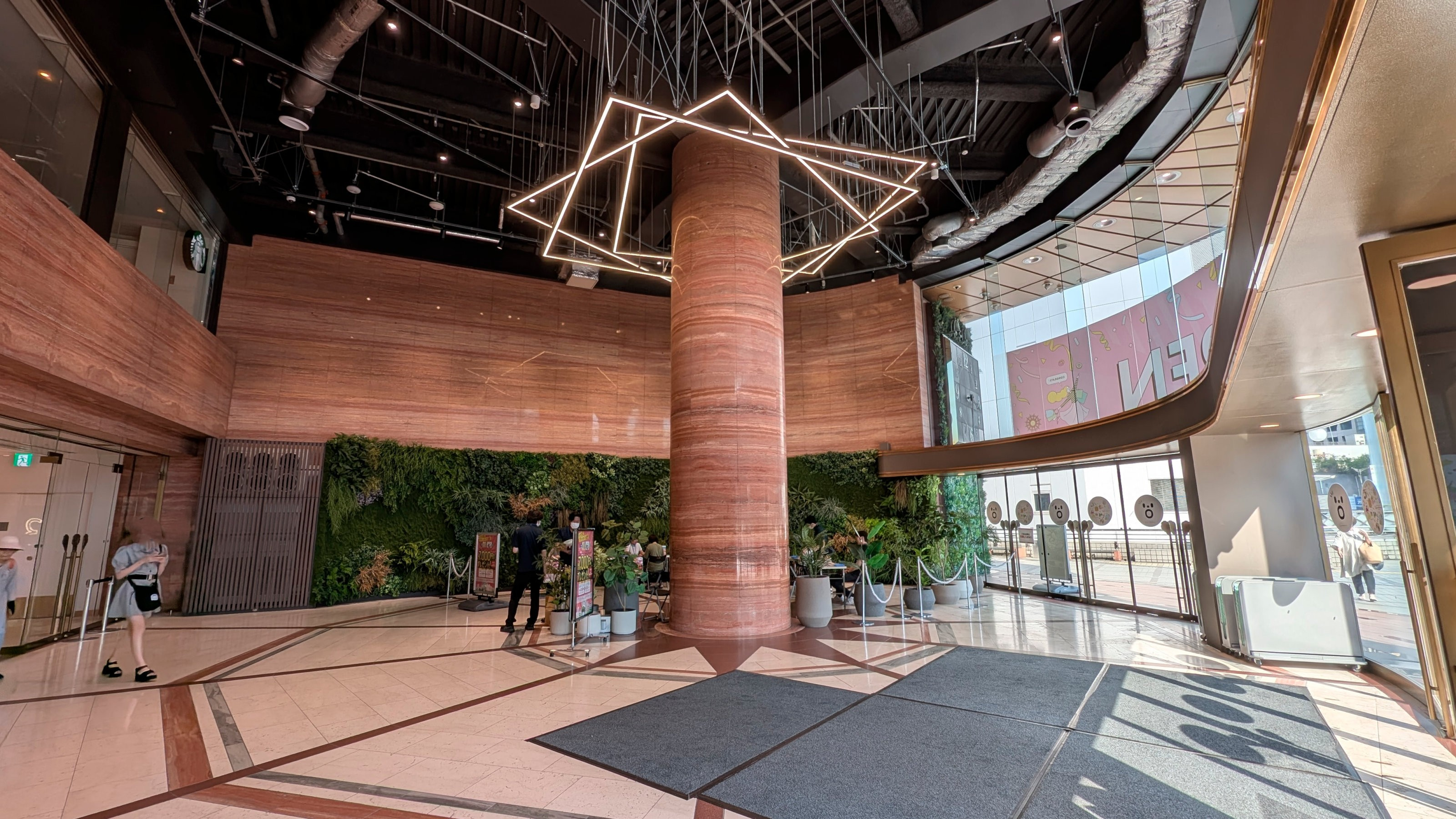
メインエントランスとグリーンウォール
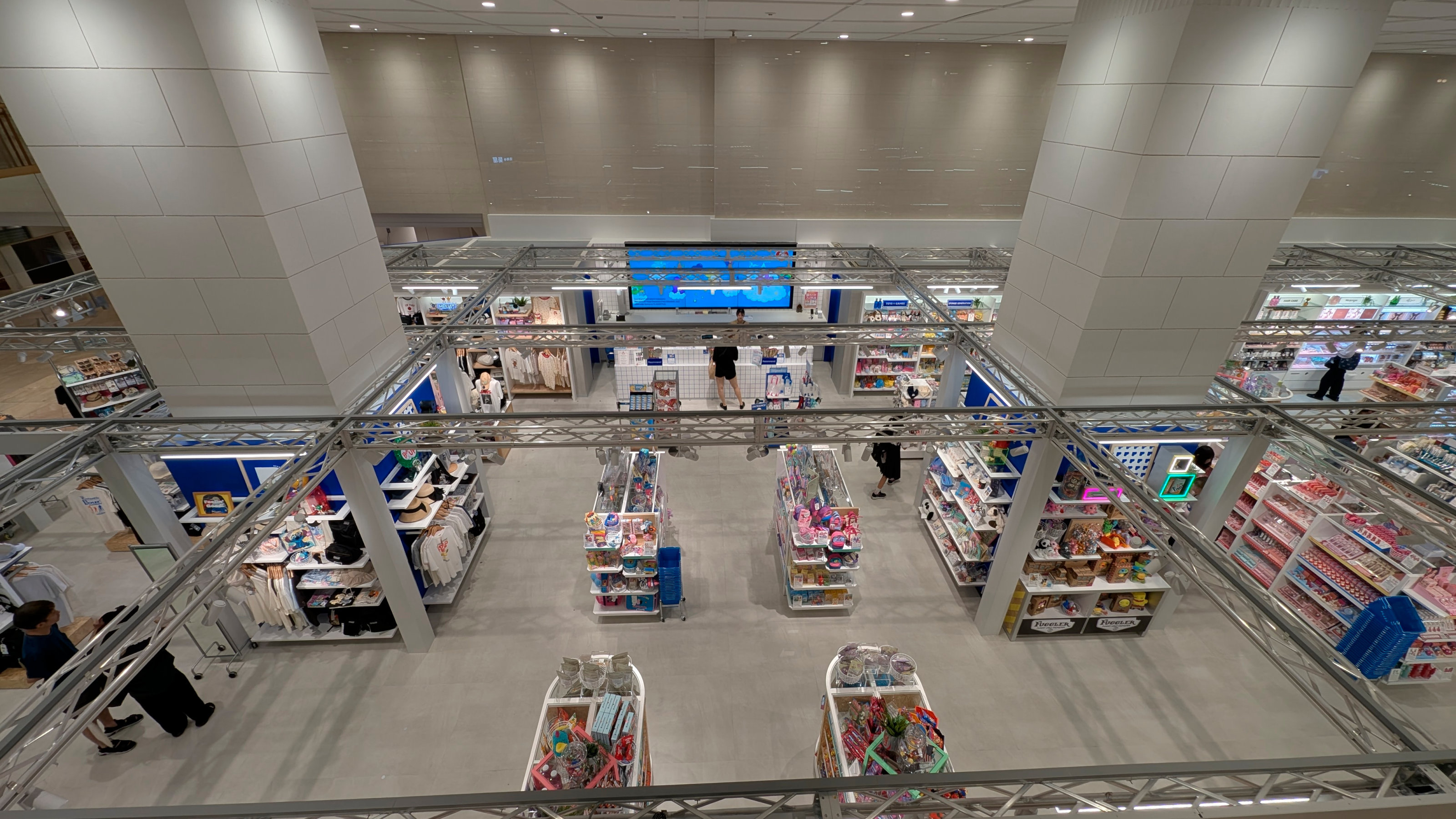
旧・ミレニアムコート付近
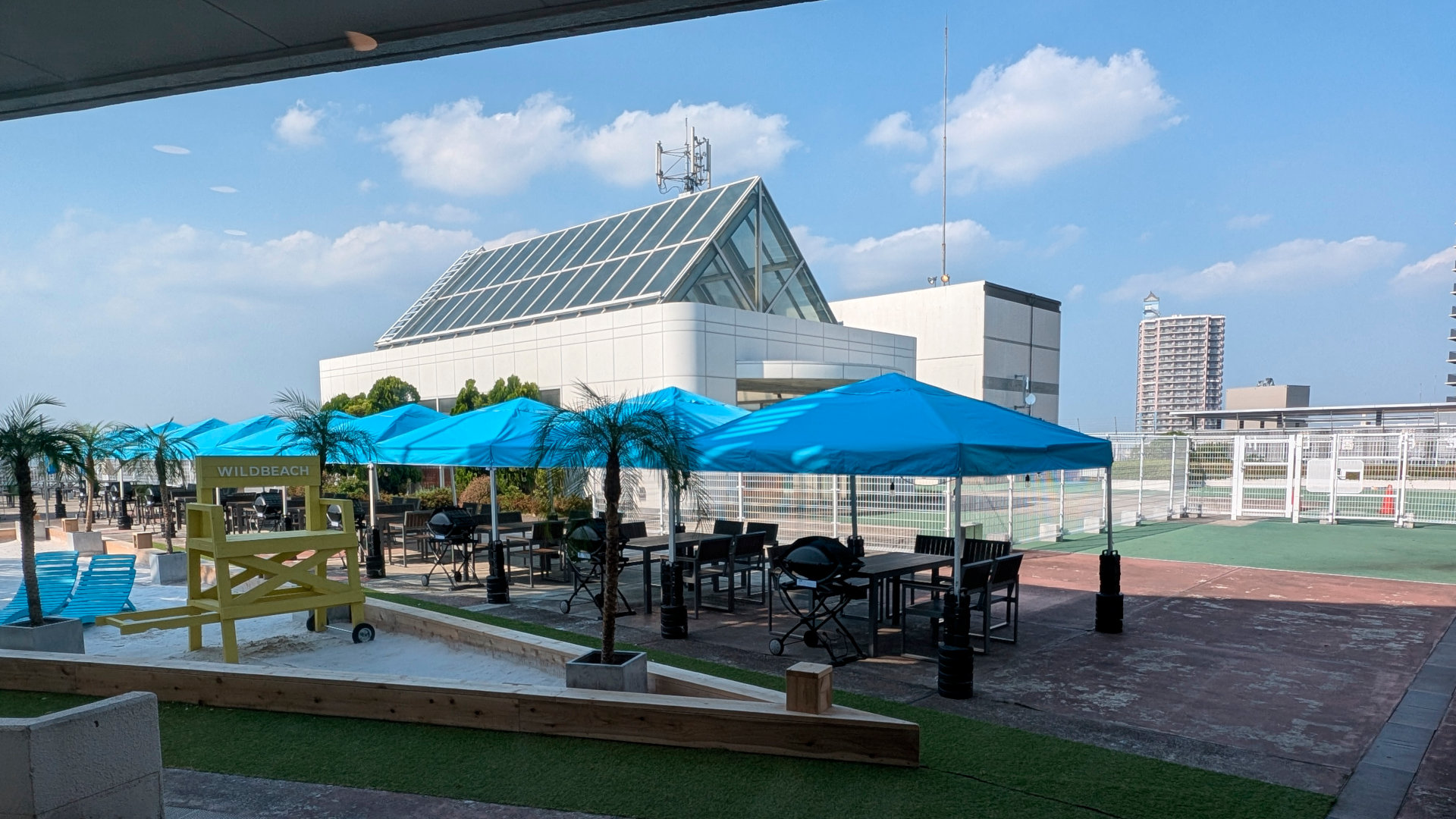
屋上のビアガーデン

## 特徴

### 環境への配慮
そごう川口店の旧本館建物再利用に始まる同事業では、持続可能な社会の実現がテーマとなっている。店内には参加型の "サステナビリティ啓発エリア" を設け、施設内の各店舗に対しても環境に配慮した取り組みを求めるなど、事業主体である三井不動産は店舗一丸となって取り組みを進めていくとしている。

### 川口エリア経済圏
駅周辺1 - 2km圏内を商圏とし、年間売上高約170億円、来場者数約600万人を目標に掲げている。
年間売上高については、かつてのそごう川口店全盛期には売上300億円の時代もあったことから、170億円以上を売り上げるポテンシャルがあると思っている、と三井不動産の施設担当者が設定の意図を説明した。同店とその西側に位置するララガーデン川口の2店で川口エリアでの顧客基盤を強化、合計年間売上高約300億円を目標とし、川口エリア経済圏の構築を企図している。

### 交通利便性
旧そごう川口店があった川口駅東口第三工区再開発ビルは、川口駅前東口第三工区第一種市街地再開発事業の一環で建設され、JR京浜東北線の乗り入れる川口駅とペデストリアンデッキで直結しており、また約30系統のバスが乗り入れる同駅東口の大型バスターミナルとも隣接している。今後も上野東京ラインの停車が見込まれるなど、さらなる交通利便性の向上も期待されている。